# De la Roche
La famiglia de la Roche è una nobile dinastia francese originaria di La Roche-sur-l'Ognon, un ex comune, oggi Rigney nell'ex contea di Borgogna (oggi Franca Contea).
La famiglia diede i natali ai primi duchi di Atene con la partecipazione di Ottone de la Roche alla quarta crociata tra il 1204 e il 1205, e che ricevette prima il titolo di "Megas Quiris" (Gran Signore). Otto trasferì il titolo a suo figlio Guido I, che ricevette il titolo di duca dal 1260. Guido era anche il signore di Tebe, e il signore di Argo e Nauplia, nel Principato di Acaia. I discendenti di Guido I governarono il ducato fino al 1308, quando Guido II, l'ultimo duca di La Roche, morì.

## Storia
L'Ottone de la Roche, fondatore della potente dinastia in Grecia è stato, nel 1205, il signore (in greco: Μέγας Κύρης) del Ducato di Atene e Tebe, che comprendeva Attica, Tebe e dei suoi dintorni, Argo, Nafplion, Livadia, Salamina e altre.
Otto è riuscito nel 1225 al trono suo nipote, Guy de La Roche (Gouidon Delaros), che anche se perse in combattimento contro Villehardouin, fu incoronato Duca d'Atene dal re Luigi di Francia, nel 1260. Guy che risiedeva a Tebe, dettava sul ducato una fiorente politica economica, dando privilegi ai mercanti genovesi. Gestiva anche il meglio dei negozi di fucina di Tebe, raccogliendosi un'enorme fortuna. Era considerato uno dei governanti più ricchi e potenti dello spazio ellenico.
A parte i duchi di Atene insediati in Grecia, vi erano diversi membri che avevano possedimenti in Francia. Nella metà del XIV secolo, i De La Roche acquistarono e si stabilirono definitivamente in enormi tenute in Attica orientale, molti dei quali appartengono ancora al giorno d'oggi i discendenti dei de la Roche. I subordinati di De La Roche erano centinaia e migliaia di Arvaniti. Con la creazione di questi, diversi villaggi sono emersi nell'Attica orientale e nell'Evia.
Durante l'occupazione franca, la famiglia De La Roche era considerata una delle più grandi potenze economiche nei Balcani e in Asia Minore. I suoi membri sposarono quelli di altre potenti famiglie del tempo.
Molti anni più tardi, durante la lotta per l'indipendenza dal giogo ottomano, i discendenti dei De La Roche furono perseguitati e lottarono per la libertà.

## Membri
1. Ponce de la Roche, nel 1100, fondatore dell'abbazia cistercense di Bellevaux (1119)
2. Ponce I de la Roche (?), Primo abate del Bellevaux
3. Ugo de la Roche, morto intorno al 1180: signore di Roche e Roulans
4. Ottone de la Roche, che morì intorno al 1161
5. Ponce II de la Roche, signore di Ray-sur-Saône nel 1159
6. Ottone I de la Roche, morto nel 1234, signore di Atene dal 1205 al 1225
7. Guglielmo de la Roche, signore di Veligosti e Damala dal 1218 al 1262
8. Guido I de la Roche, deceduto nel 1263, signore di Atene dal 1225 e duca dal 1260
9. Giovanni I de la Roche, morto nel 1280, duca di Atene dal 1263
10. Guillermo I della Roche, scomparso nel 1287, duca di Atene dal 1280, balivo d'Acaia, signore della metà di Tebe dal 1280; sposato con Elena Comnena Ducaina, figlia di Giovanni I Duca di Tesalia
11. Guido II de la Roche, 1280 , duca di Atene dal 1287 al 1307; sposata Matilde de Henao, figlia del principe di Acaya Florent de Henao e Isabel de Villehardouin
12. Alice de la Roche, che morì nel 1282, sposò Juan II de Ibelín, signore di Beirut
13. Margherita, che morì nel 1293, sposò Enrique I, conte di Vaudémont
14. Isabel de la Roche, che morì prima del 1291, sposò prima Goffredo di Briel, poi con Hugo de Brienne, conte di Lecce
15. Ottone II de la Roche, Signore di Ray
16. Ottone de la Roche